# خلنج ويلسون
خلنج ويلسون (بالإنجليزية: Erica Wilson)‏ هي فنانة أمريكية، ولدت في 8 أكتوبر 1928 في نيويورك في الولايات المتحدة، وتوفيت في 13 ديسمبر 2011 في مانهاتن في الولايات المتحدة.